# Andrew Jackson Downing
Pour les articles homonymes, voir Downing.
Andrew Jackson Downing, né le 31 octobre 1815 à Newburgh, New York et mort le 28 juillet 1852, près de Yonkers, New York, est un pépiniériste, horticulteur et essayiste américain.

## Biographie
Il publie en 1841 A Treatise on the Theory and Practice of Landscape Gardening, Adapted to North America. 
Il est l'auteur, avec son frère, Charles Downing, d'un ouvrage de pomologie : The fruit of America.
Il crée et édite un magazine d'horticulture The Horticulturist (en)

## Galerie

Galerie
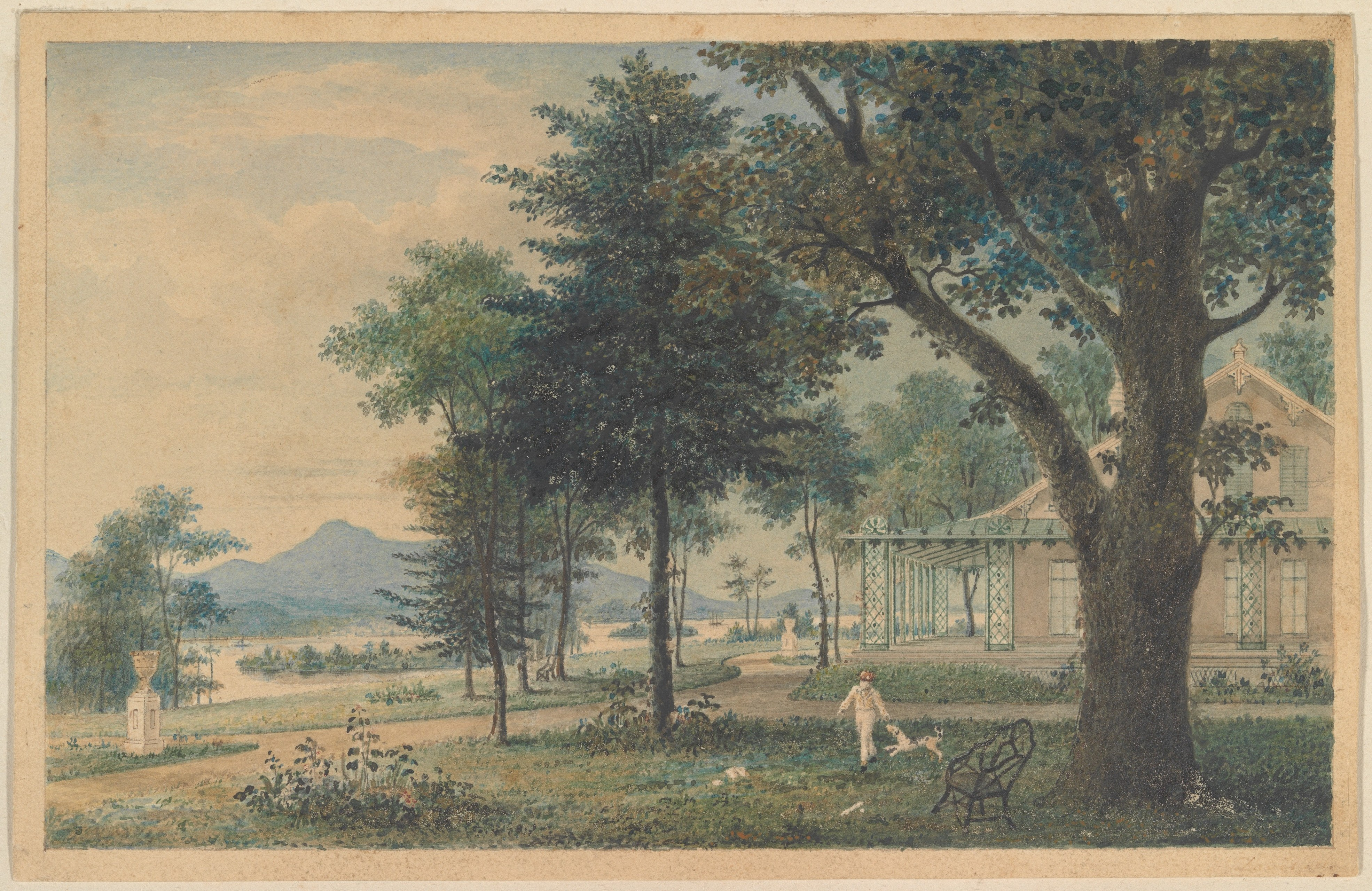
Illustration du Treatise on the Theory and Practice of Landscape Gardening
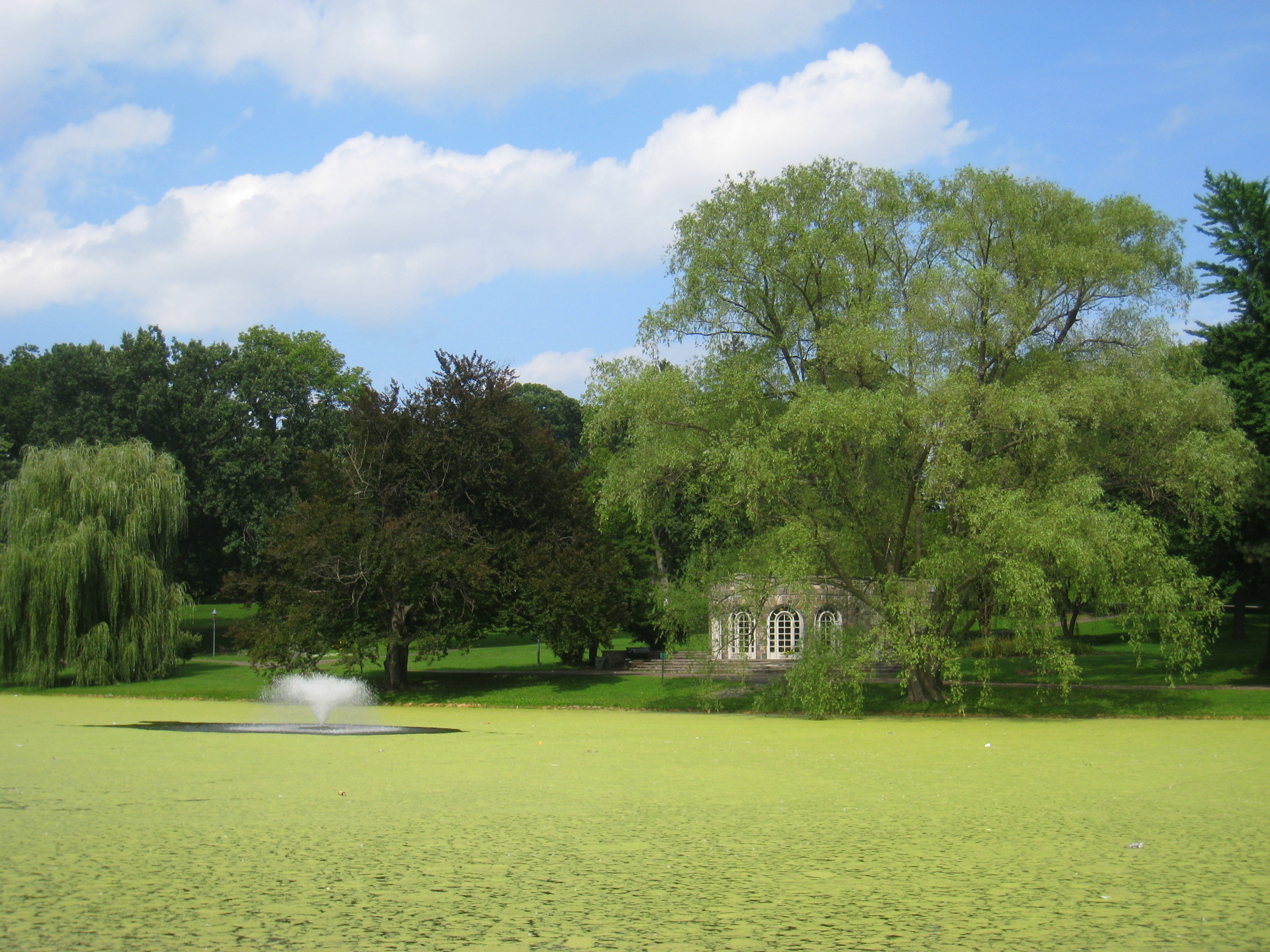
Downing Park, Newburgh
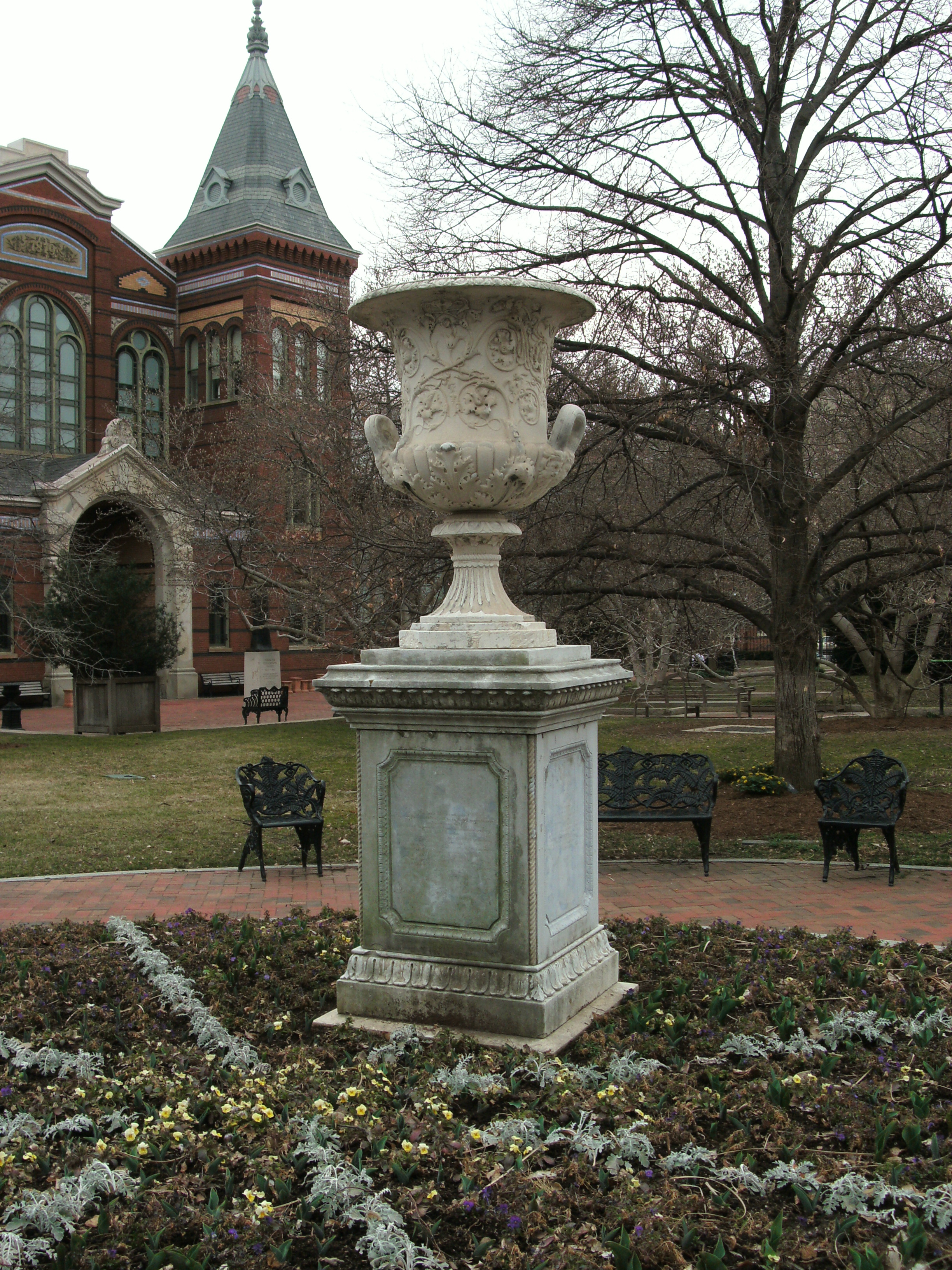
Urne funéraire